# The Stalker
The Stalker è un film direct-to-video del 2014 diretto da Giorgio Amato.